# Parroquia de Santa María Tulpetlac
La Parroquia de Cristo Rey y Santa María de Guadalupe es el templo católico y casa parroquial del pueblo de Santa María Tulpetlac, en Ecatepec, Estado de México, México.

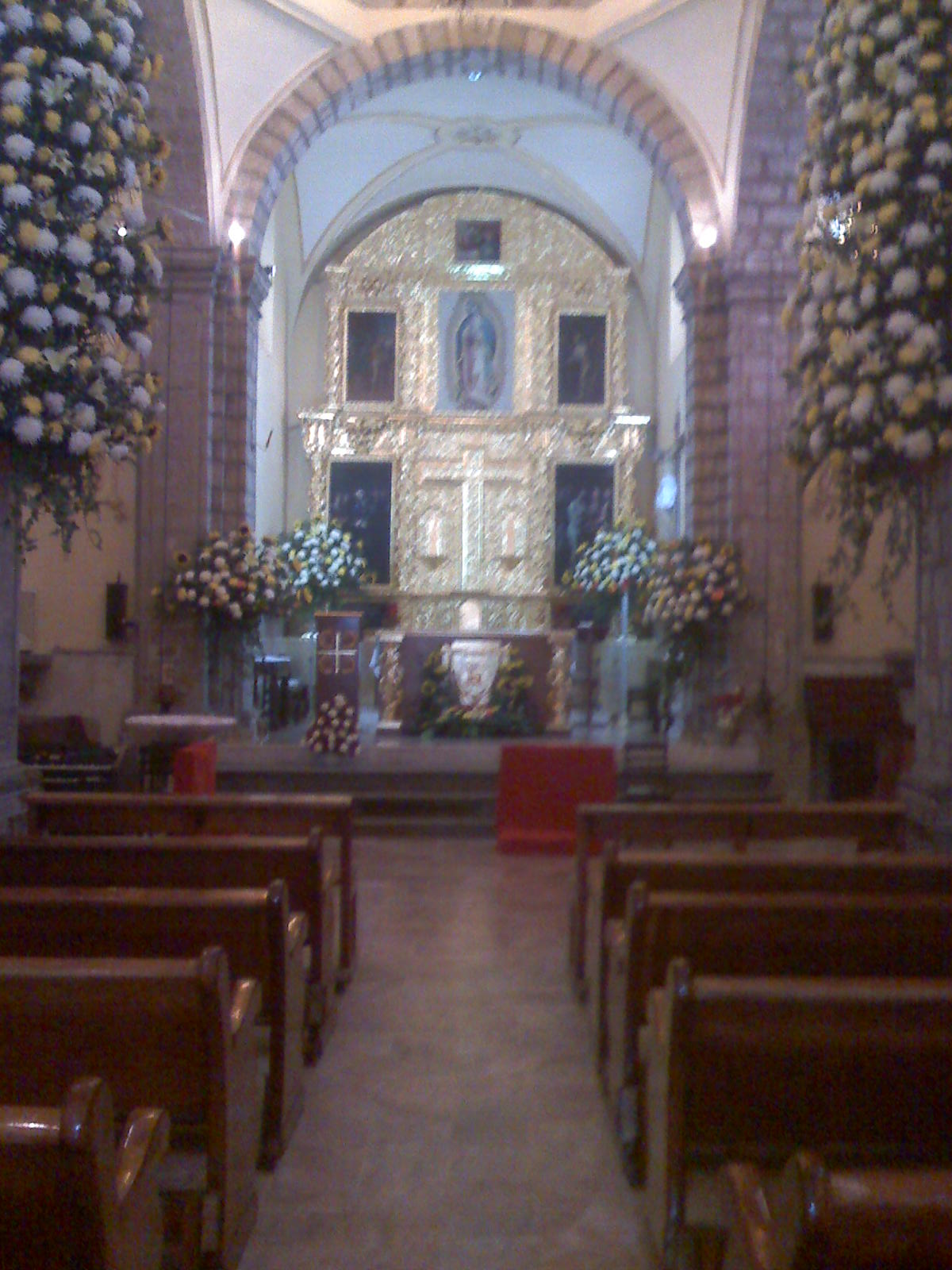
Interior de la Iglesia de Santa María Tulpetlac

La iglesia de Tulpetlac fue construida a fines del siglo XVI por la Orden Franciscana. En su construcción predomina el estilo plateresco mexicano y contiene en su pinacoteca con cuadros de los siglos XVI, XVII y XVIII. Una de las obras significativas es el Santiago Matamoros que mandó a pintar doña Leonor Cortés Moctezuma, nieta de Moctezuma Xocoyotzin. 
También hay imágenes como la del padre Jesús y la Purísima Concepción, que data del siglo XVII. 
En la sacristía de la iglesia, se encuentra la lápida de Diego de Alvarado Huanitzin, señor de Ecatepec, hijo de Tezozómoc y nieto de Axayácatl, tlatoanis que fueron de Azcapotzalco y Tenochtitlan. Huanitzin fue el último señor de Ecatepec nombrado en la época anterior a Cuauhtémoc; en 1519, luchó primero al lado del señor Cuauhtémoc, hasta la caída de la gran ciudad, el 13 de agosto. Fue hecho prisionero con los demás personajes que acompañaban al joven tlatoani y llevado junto con él a Coyoacán. Ahí también se hacen las fiestas más representativas de la religión católica.